# Matilde da Frísia
Matilde da Frísia (em francês: Mathilde; 1025/26 - Paris, 1044), foi rainha consorte de França, casada com Henrique I de França. Era a filha de Luidolfo da Frísia e Gertrudes de Egisheim.
Depois da morte da sua jovem noiva Matilde da Francónia, filha do Sacro Imperador Romano Conrado II da Germânia, Henrique acordou o seu casamento com Matilde da Frísia em 1034. Não se sabe se o matrimónio ocorreu nessa data, mas segundo todas as evidências só terá sido consumado muito mais tarde.
Matilde deu à luz uma infanta a c. 1040. As duas morreram em 1044, provavelmente de doença, com apenas algumas semanas de intervalo. Henrique casar-se-ia de seguida, e obteria o seu herdeiro, com Ana de Quieve.